# Conferencia episcopal ortodoxa de España y Portugal
La Asamblea de obispos ortodoxos canónicos de España y Portugal (anteriormente Asamblea Episcopal de España y Portugal) está formada por todos los obispos ortodoxos que sirven en España, Portugal, Andorra y Gibraltar, representando múltiples jurisdicciones. No es, propiamente hablando, un sínodo. Es una de varias asambleas de este tipo en todo el mundo que operan en la llamada «diáspora».

## Descripción general
La asamblea se organizó cuando los delegados de las 14 Iglesias ortodoxas autocéfalas se reunieron en Chambésy, Suiza, del 6 al 12 de junio de 2009. En aquel momento, la conferencia aprobó la creación de asambleas episcopales en 12 regiones de la llamada diáspora ortodoxa que se encuentran más allá de las fronteras de las iglesias autocéfalas. Dichas asambleas tendrían la autoridad de proponer futuras estructuras administrativas para la Iglesia en sus respectivas regiones.

## Jurisdicciones
Las jurisdicciones actuales presentes en este territorio incluyen las siguientes, ordenadas según díptico:
- Patriarcado ecuménico de Costantinopla
  - Metrópolis ortodoxa griega de España y Portugal, y Exarcado del mar Mediterráneo
  - Iglesia ortodoxa ucraniana - Diócesis de Gran Bretaña y Europa occidental
- Patriarcado de Antioquía - Arquidiócesis de Francia, Europa occidental y meridional
- Patriarcado de Moscú
  - Diócesis ortodoxa rusa de España y Portugal
  - Diócesis ortodoxa rusa de Gran Bretaña y Europa occidental (ROCOR)
- Patriarcado de Serbia - Eparquía de Europa occidental
- Patriarcado de Bulgaria - Eparquía de Europa central y occidental
- Patriarcado de Rumanía - Metrópolis de Europa occidental y meridional
- Patriarcado de Georgia - Eparquía de Europa occidental

## Asamblea inaugural (2010)
El primer acto de la Asamblea tuvo lugar en 2010 en la Santa Iglesia Catedral de los Santos Andrés y Demetrio, en la calle Nicaragua de Madrid. Después de la visita a la catedral y de la oración del Padrenuestro, el metropolitano Policarpo, presidente ex officio de la Asamblea, ofreció algunas palabras. Negó la visión occidental de que la ortodoxia está dividida, ya que existe una sola Iglesia ortodoxa, unida en la fe, los sacramentos, los cánones y la sagrada tradición. La aparente división es sólo administrativa. Sin embargo, añadió que la Iglesia avanza efectivamente hacia una panortodoxia, de la que nace esta Asamblea episcopal ortodoxa de España y Portugal.
El padre Demetrio (Rogelio) Sáez Carbó, Archimandrita del trono ecuménico, en su calidad de secretario, fue el encargado de explicar los detalles de la configuración de la Asamblea episcopal, integrada por el metropolitano Policarpo, del Patriarcado ecuménico, como presidente; el arzobispo Néstor, del Patriarcado de Moscú y de toda Rusia, como vicepresidente; monseñor Lucas, del Patriarcado de Serbia; mons. Timoteo, del Patriarcado de Rumania; y un prelado que será designado del Patriarcado de Bulgaria. La sede se fijó en las oficinas del Arzobispado ortodoxo de España y Portugal en Madrid. Para formar parte de la Asamblea, las Iglesias canónicas deben cumplir dos requisitos: tener representación -al menos una parroquia- en los países y territorios ibéricos con la autorización de su Iglesia madre y estar inscritas en el Registro de entidades religiosas del Ministerio de Justicia.
En los últimos años, la comunidad ortodoxa ha crecido exponencialmente en la península ibérica. Se estima que, en la actualidad, hay alrededor de un millón y medio de ortodoxos pertenecientes a los diferentes patriarcados.